# 巴爾維尼夫卡 (茲納緬卡區)
48°37′53″N 32°23′49″E / 48.63139°N 32.39694°E
巴爾維尼夫卡（烏克蘭語：Барвінівка），是烏克蘭中部的村莊，隸屬基洛夫格勒州的克羅皮夫尼茨基區。該村面積0.82平方公里，海拔高度209米，2001年人口70，人口密度每平方公里85.4人。